# Morti nel 1236
| Questa pagina contiene informazioni ricavate automaticamente dalle voci biografiche con l'ausilio del template Bio e di un bot. L'aggiornamento è periodico e automatico e ricostruisce completamente la pagina. Se manca una persona in questa lista, sei pregato di non aggiungerla, ma accertati piuttosto che la sua voce biografica contenga il template Bio e che i dati anagrafici siano correttamente compilati. Se il template Bio manca, inseriscilo tu stesso o, in alternativa, metti l'avviso {{tmp\|Bio}} che ne segnala la mancanza. Se i dati riportati sono sbagliati, correggi direttamente la voce biografica; le modifiche saranno visibili in questa lista entro pochi giorni. Per chiarimenti vedi il progetto biografie. La lista contiene solo le 23 persone che sono citate nell'enciclopedia e per le quali è stato implementato correttamente il template Bio. Pagina aggiornata al 10 giu 2025. |

- 7 febbraio - Rizzerio da Muccia, religioso italiano
- 16 febbraio - Filippa Mareri, religiosa italiana
- 28 marzo - Cono di Naso, abate e santo italiano (n. 1139)
- 6 maggio - Ruggero di Wendover, inglese
- 10 giugno - Diana degli Andalò, religiosa italiana (n. 1201)
- 29 luglio - Ingeburge di Danimarca, regina
- 22 settembre - Volkwin, tedesco
- 23 dicembre - Filippo il Cancelliere, religioso, teologo e filosofo francese
- Yahya al-Mu'tasim, califfo berbero
- Aimerico III di Narbona, nobile francese
- Barisone III di Torres (n. 1221)
- Dionigi, figlio di Ampud, nobile ungherese
- Gautier de Coincy, abate, poeta e arrangiatore francese (n. 1177)
- Giacomo, vescovo cattolico italiano
- Giovanni di Ibelin, nobile (n. 1179)
- Guerin de Montaigu
- Kashin, condottiero mongolo
- Mo'inoddin Cishti, mistico indiano (n. 1141)
- Gil Sanchez, trovatore portoghese (n. 1200)
- Iltutmish di Delhi, sultano
- Tancredi da Bologna, giurista italiano (n. 1185)
- Raimondo di Baux, nobile (n. 1193)
- Savaric de Mauléon, trovatore francese